# 前田愛 (文芸評論家)
前田 愛（まえだ あい、男性、1931年4月20日 - 1987年7月27日）は、日本の国文学者・文芸評論家。本名は前田 愛（よしみ）。

## 経歴
1931年、神奈川県高座郡藤沢町（現・藤沢市）生まれ。父の前田愛天は医師で、出生後すぐに父が三重県山田簡易保険健康相談所に勤務したため、三重県宇治山田市(現・伊勢市)に移る。5歳で父が北海道帝国大学に勤務したため、札幌に移り、再び7歳の時に父が旭川の病院に勤務することになったため、旭川に移った。8歳で藤沢に戻り、9歳で同じく医師であった祖父が死去した。
1950年、神奈川県立湘南高等学校を卒業し東京大学文科二類に入学するが、結核を発病して休学。1957年、東京大学文学部国文科を卒業。1952年から駒場の演劇サークル「劇研」に参加し、演劇活動に加わった。しかし1960年には結核が再発し、肋骨を切る手術を受けた。1962年に横山峰子と結婚し、また翌年までスタンフォード大学日本学研究センター講師をつとめた。1963年、清泉女学院中学高等学校で日本語教師をつとめた。1965年、東京大学大学院人文科学研究科博士課程単位取得満期退学。1966年、成蹊大学文学部専任講師に着任。1970年、立教大学文学部助教授となり、1975年に教授昇進。1981年シカゴ大学客員教授。
学外では、1976年「毎日新聞」書評委員、1977年「読売新聞」書評委員、1978～82年「朝日新聞」書評委員をつとめた。1977年河合隼雄、中村雄二郎、山口昌男らと共に研究会「都市の会」に参加。
1987年、小腸腫瘍のため死去。享年56歳。没後、筑摩書房より『前田愛著作集』が刊行されている。

## 受賞
- 1976年：亀井勝一郎賞(第8回)〔昭和51年〕「成島柳北」
- 芸術選奨文部大臣賞(第33回：文学評論部門)〔昭和57年〕「都市空間のなかの文学」
- 日本地名研究所風土研究賞(第2回)〔昭和58年〕「都市空間のなかの文学」

## 研究内容・業績
- 元々の専攻は日本近世文学だが、幕末・明治期の文学を扱い、次第に近代日本文学に主軸を移した。
- 1979年に『樋口一葉の世界』を刊行。『一葉全集』（小学館）編纂に参加。没後刊だが『斎藤緑雨全集』（筑摩書房）にも参加した。
- テクスト論、記号論など新しく興った文学理論を次々に研究に取り入れていった。
- 都市小説論の集大成として『都市空間のなかの文学』を著した。
- 成島柳北の『硯北日録』などの貴重書を含む13.000点にも及ぶ蔵書は、1998年にコーネル大学が購入した[2]。

## その他
けん玉が得意であり、学生の前でも披露していた。身長は高く180センチ近くあった。

## 家族・親族
- 父：前田愛天は医師。1938年に北大で医学博士号を取得。
- 祖父：前田愛郷も医師で、藤沢の開業医であった。

## 著作
- 1972年 『幕末・維新期の文学』 法政大学出版局「叢書・日本文学史研究」、オンデマンド版2011年
- 1973年 『近代読者の成立』 有精堂／岩波同時代ライブラリー、1993年／岩波現代文庫、2001年 岩波現代文庫 解説：飛鳥井雅道
- 1976年 『成島柳北』 朝日新聞社「朝日評伝選」／朝日選書、1990年、オンデマンド版2005年
- 1976年 『鎖国世界の映像』毎日新聞社「江戸シリーズ」
- 1978年 『幻景の明治』 朝日選書、オンデマンド版2005年／岩波現代文庫、2006年 解説：川本三郎
- 1978年 『樋口一葉の世界』 平凡社選書／平凡社ライブラリー、1993年 解説：林淑美
- 1982年 『都市空間のなかの文学』 筑摩書房／ちくま学芸文庫、1992年 解説：小森陽一
- 1983年 『近代日本の文学空間　歴史・ことば・状況』 新曜社／平凡社ライブラリー、2004年 解説：成田龍一
- 1984年 『女たちのロマネスク』 光村図書出版
  - 『近代文学の女たち　『にごりえ』から『武蔵野夫人』まで』 岩波同時代ライブラリー、1995年／岩波現代文庫、2003年　岩波同時代ライブラリー及び岩波現代文庫の解説は瀬戸内寂聴
- 1986年 『幻景の街　名作の舞台を歩く』 小学館／岩波現代文庫、2006年 解説：川本三郎
  - 『文学の街　名作の舞台を歩く』 小学館ライブラリー、1991年
- 1988年 『文学テクスト入門』 筑摩書房〈ちくまライブラリー〉[注釈 2] ／ちくま学芸文庫、1993年 解説：小森陽一
- 1989-1990年 「前田愛著作集」筑摩書房（全6巻）

1. 『幕末・維新期の文学』、『成島柳北』
2. 『近代読者の成立』
3. 『樋口一葉の世界』
4. 『幻景の明治』
5. 『都市空間のなかの文学』、『幻景の街』
6. 『テクストのユートピア』

### 共著
- 1980年 『明治メディア考』 加藤秀俊 中央公論社／中公文庫　1983年／河出書房新社（新版）、2008年
- 1984年 『名作のなかの女たち 対談紀行』 瀬戸内晴美 角川書店／岩波現代文庫、2013年 
  - 『愛ありて 名作のなかの女たち』 角川文庫、1988年／岩波同時代ライブラリー、1996年
- 2005年 「前田愛対話集成」  みすず書房（全2巻）

『1 闇なる明治を求めて』全14篇 / 『2 都市と文学』全12篇